# ملعب الرأس الأخضر الوطني
ملعب الرأس الأخضر الوطني (بالبرتغالية: Estádio Nacional de Cabo Verde‏) هو ملعب متعدد الأغراض يقع في برايا عاصمة جمهورية الرأس الأخضر، ويعتبر الملعب الرئيسي الذي يخوض فيه منتخب الرأس الأخضر لكرة القدم مبارياته الدولية.
في يناير 2023 أُعلن عن إعادة تسمية الملعب إلى ملعب بيليه (بالبرتغالية: Estádio Pelé‏) وذلك تكريماً للاعب البرازيلي الراحل بيليه.